# Hygropoda subannulipes
Hygropoda subannulipes là một loài nhện trong họ Pisauridae.
Loài này thuộc chi Hygropoda. Hygropoda subannulipes được Embrik Strand miêu tả năm 1911.